# НСВ-12,7
НСВ «Утёс» (НСВ — Никитин-Соколов-Волков; индекс ГРАУ — 6П11) — советский 12,7-мм крупнокалиберный пулемёт, предназначенный для борьбы с легкобронированными целями и огневыми средствами, для уничтожения живой силы противника и поражения воздушных целей.

## История
Крупнокалиберный пулемёт НСВ-12,7 «Утёс» был разработан в Тульском ЦКИБ СОО в конце 1960-х — начале 1970-х в качестве замены устаревшего и тяжёлого ДШК (ДШКМ). Своё название получил по начальным буквам фамилий авторов — Г. И. Никитина, Ю. М. Соколова и В. И. Волкова. До этого тот же коллектив участвовал в двух конкурсах на единый пулемёт калибра 7,62 мм в 1950-е и 1960-е гг., но предпочтение оба раза было отдано образцам М. Т. Калашникова (ПК и ПКМ). Участник второго конкурса ТКБ-015 и был взят за основу при проектировании НСВ.
Для производства НСВ было решено создать новый завод в г. Уральск Казахской ССР, получивший название «Металлист», так как производство на заводе Дегтярёва в Коврове было перегружено. В качестве рабочей силы было привлечено большое количество инженеров и рабочих из Тулы, Коврова, Ижевска, Самары, Вятских Полян. При производстве НСВ были применены совершенно новые и оригинальные технологии различных союзных НИИ, часть из которых в производстве стрелкового оружия более нигде не применялись. Так, для получения нарезов канала ствола была применена электрохимическая обработка, для термического отпуска — система вакуумного отпуска, при которой из хромового покрытия удалялся водород, так называемое «толстое» (до 2 мм) хромирование для повышения живучести ствола достигалось технологией струйного хромирования.
В процессе отладки производства и регулярных испытаний заводскими конструкторами было внесено огромное количество изменений в конструкцию пулемёта, в основном направленных на повышение живучести и надёжности работы, а также упрощение конструкции.

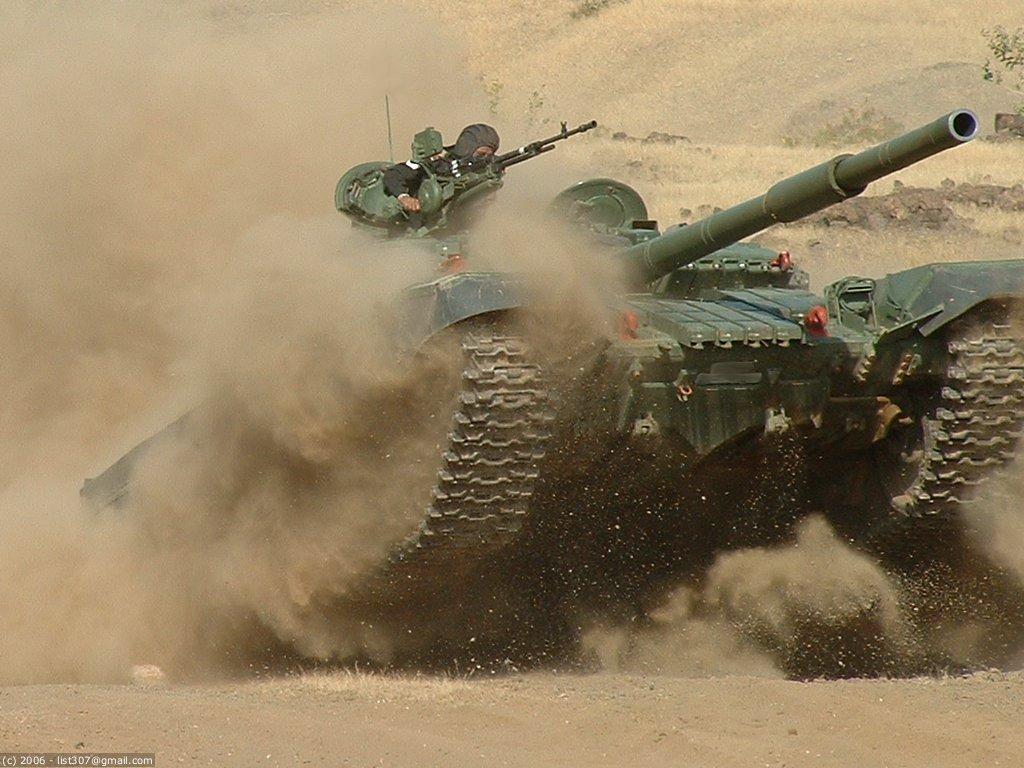
НСВТ-12,7 на Т-72 производства Индии.

Помимо СССР, НСВ производился на заводах в Польше, Болгарии, Индии, Югославии. В эти страны производство передавалось вместе с лицензией на производство танков Т-72, в состав вооружения которого он входил. Кроме этих стран, лицензию получил также Иран, но достоверных сведений о том, удалось ли иранцам освоить производство «Утёса», нет.

## Боеприпасы
В качестве боеприпасов в НСВ используются патроны стандарта 12,7 × 108 мм, в их числе патроны с пулями Б-32, БЗТ-44, МДЗ и БС. Для снаряжения ленты патронами используют устройство 6Ч29.
Патрон Б-32 (масса пули 48 г) — бронебойно-зажигательный и БЗТ-44 (масса пули 44 г) — бронебойно-зажигательный-трассирующий остались «в наследство» от ДШК. Наиболее распространённые типы. Существуют два их вида — так называемые «военные» (сохранившиеся со времён Великой Отечественной войны) и «новые». Дело в том, что для снижения массы пулемёта ствол его был заметно облегчён по сравнению с ДШК. Конструкторы отказались от применения радиаторов — кроме снижения массы, ствол стал гораздо технологичнее. Но это, в свою очередь, сказалось на его живучести — первые партии стволов «выгорали» после 3—4 тысяч выстрелов. В пехотном варианте пулемёт пришлось комплектовать тремя стволами, чтобы соблюсти гарантированный ресурс всего пулемёта — 10 тысяч выстрелов. В итоге было принято решение использовать при производстве патронов так называемые флегматизирующие присадки к метательному заряду или флегматизированные пороха. До этой поры они использовались только в артиллерии. Живучесть ствола при использовании новых патронов выросла до приемлемых пределов — на периодических испытаниях, при жёстком режиме стрельбы (50 выстрелов одной очередью и 50 — тремя очередями по 15—20 выстрелов) ствол выдерживал уже около 6 тысяч выстрелов. Но часто в войсках не делали различий между патронами старыми и новыми, и на завод в Уральске поступали рекламации на преждевременную «смерть» стволов.
Патроны МДЗ и БС — более поздние.
Патрон с пулей МДЗ (масса пули 43 г) — зажигательный мгновенного действия, предназначался для борьбы с низколетящими воздушными целями и автомобильной техникой.
Патрон с пулей БС (масса пули 55 г) — также бронебойно-зажигательный, но снабжён сердечником из твёрдого сплава. Был спроектирован в конце 1970-х годов, когда стало ясно, что бронепробиваемости Б-32 уже недостаточно для борьбы с современными БТР и БМП.
В связи с большей распространённостью в мире патрона 12,7 × 99 мм НАТО по сравнению с советским 12,7 × 108 мм, после распада СССР в Польше пытались освоить производство НСВ под патрон НАТО. В Польше пулемёт под натовский патрон стал выпускаться под названием WKM-Bm. Сербский лицензионный вариант НСВ выпускается, помимо стандартного 12,7 × 108 мм и под натовский патрон. В Казахстане также предпринималась попытка адаптировать «Утёс» под патрон 12,7 × 99 мм НАТО для продажи за рубежом, однако это требовало переделки едва ли не всей конструкции пулемёта, поскольку натовские патроны поставляются в войска в ленте, не совместимой с механизмом подачи НСВ.

## Особенности конструкции

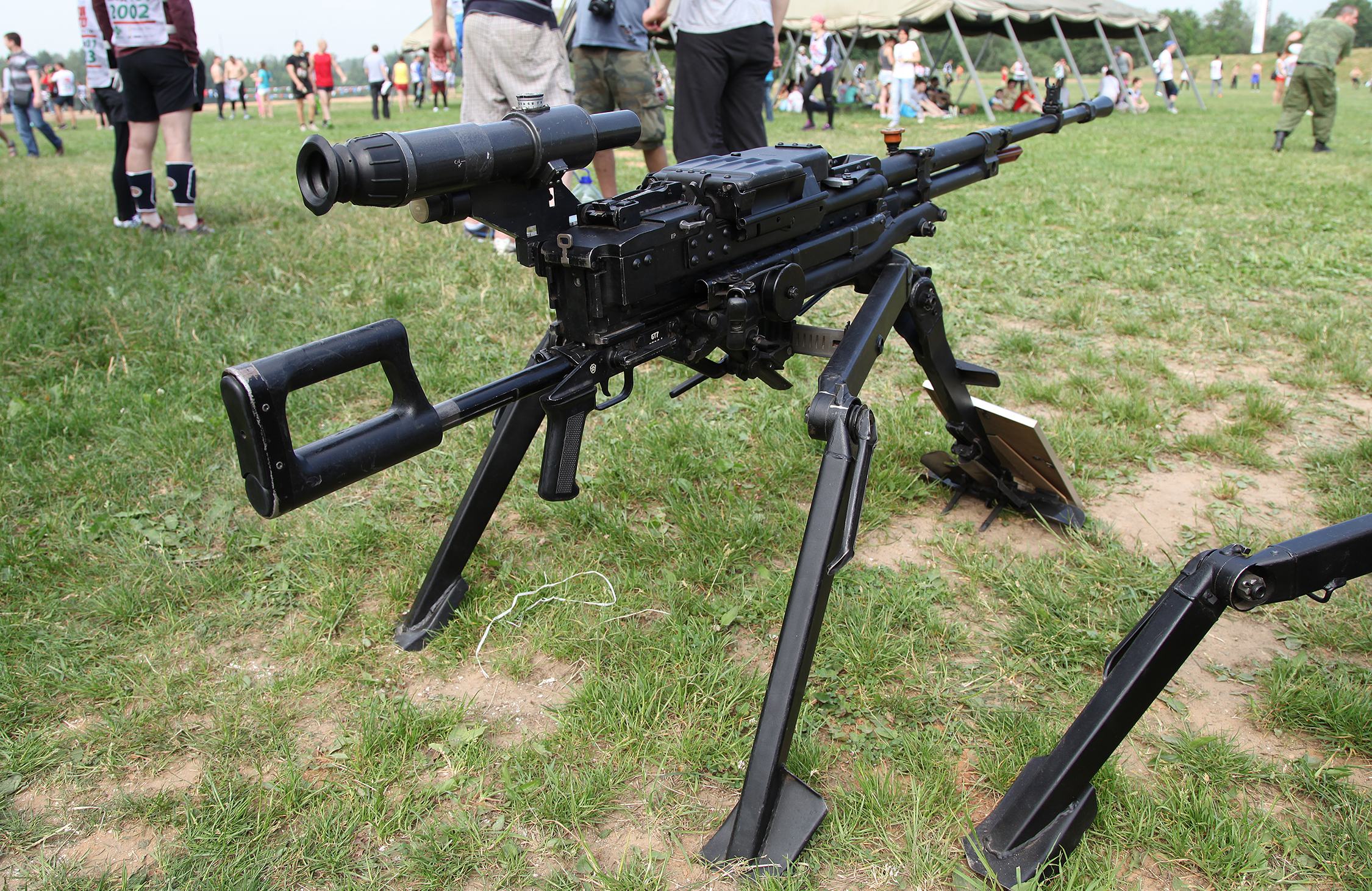

НСВ-12,7 был гораздо легче предшественника — масса 25 кг.
Автоматика НСВ основана на отводе пороховых газов с длинным ходом поршня. Запирание ствола является в некотором смысле промежуточным между стандартным для артиллерии и иногда применяющимся в стрелковом оружии (например, винтовка Ruger No. 1, пулемёт M73) клиновым затвором и запиранием продольно скользящего затвора личинкой-клином: при запирании клиновый затвор перемещается в своей раме влево при помощи качающихся серёг и входит в зацепление с пазами во вкладыше ствольной коробки, при этом серьга затвора бьёт по ударнику.
Спусковой механизм собран в отдельной коробке, имеет очень простую конструкцию и позволяет вести только автоматическую стрельбу. При этом спусковой механизм не предназначен для управления огнём непосредственно на пулемёте, требуется наличие рукоятки и спускового крючка либо электроспуска на станке или установках. Также отсутствует рукоятка перезаряжания, да и усилие взвода пружины так высоко, что требуются различные рычажные или блочные конструкции для его уменьшения. В конструкции были применены оригинальные элементы: для уменьшения трения все движущиеся части снабжены роликами, кадмированное покрытие служило в качестве дополнительной «смазки», быстросъёмное клиновое устройство закрывания обеспечивало лёгкую замену ствола без проведения операций его подстройки после смены.
Затвор с затворной рамой и сама затворная рама с газоотводным поршнем соединены шарнирно. Возвратная пружина снабжена буфером. Подача патронов с помощью металлической ленты могла быть лево- или правосторонней. Вкупе с выбросом стреляных гильз вперёд, а не в сторону, это позволило легко комбинировать «правые» и «левые» пулемёты в спаренных установках. Одну из таких, в частности, производил Тульский машиностроительный завод для вооружения катеров.
Пулемёт оснащён коническим пламегасителем и складной рукояткой для переноски.
Механический прицел включает в себя прицельную планку, размеченную для стрельбы до 2000 м (прицельная планка ДШК была размечена до 3500 м), и мушку. Мушка первоначально была складывающейся, но затем заводские конструкторы убедили ГРАУ, что большого смысла в этом нет.

## Модификации

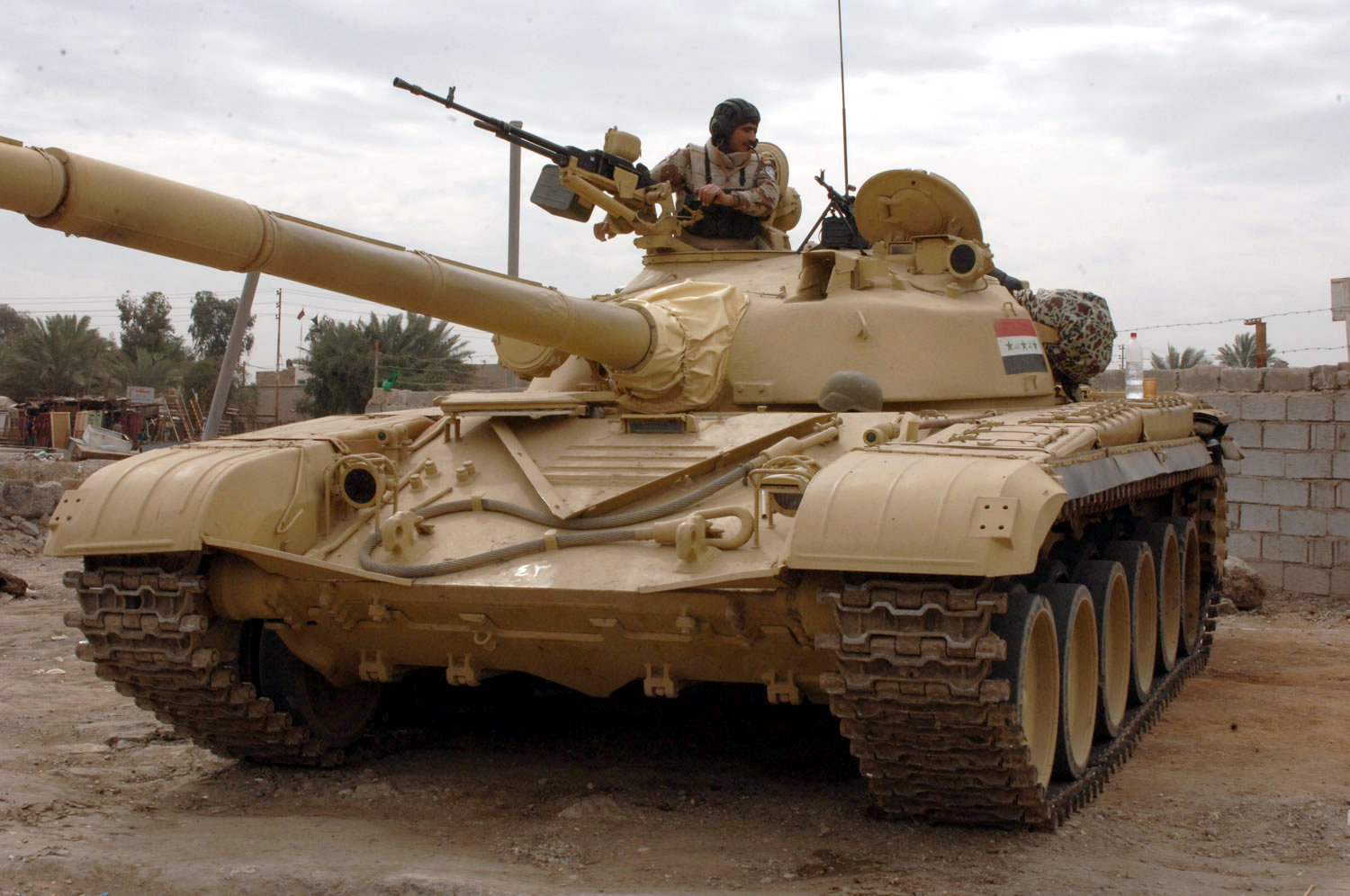
НСВТ-12,7 на танке Т-72 иракской армии.

### Танковый
Основное применение получила модификация НСВТ (танковый, индекс ГРАУ — 6П17) в качестве зенитного на танках Т-64, Т-72, Т-80, Т-90, самоходных артиллерийских установках, а также на различных бронемашинах. В 1990-х годах пулемётами НСВ было вооружено несколько тысяч бронетранспортёров XA-180 и боевых машин Sisu NA-110, произведённых в Финляндии для собственных вооружённых сил и для войсковых подразделений из африканских стран, действующих под эгидой ООН.

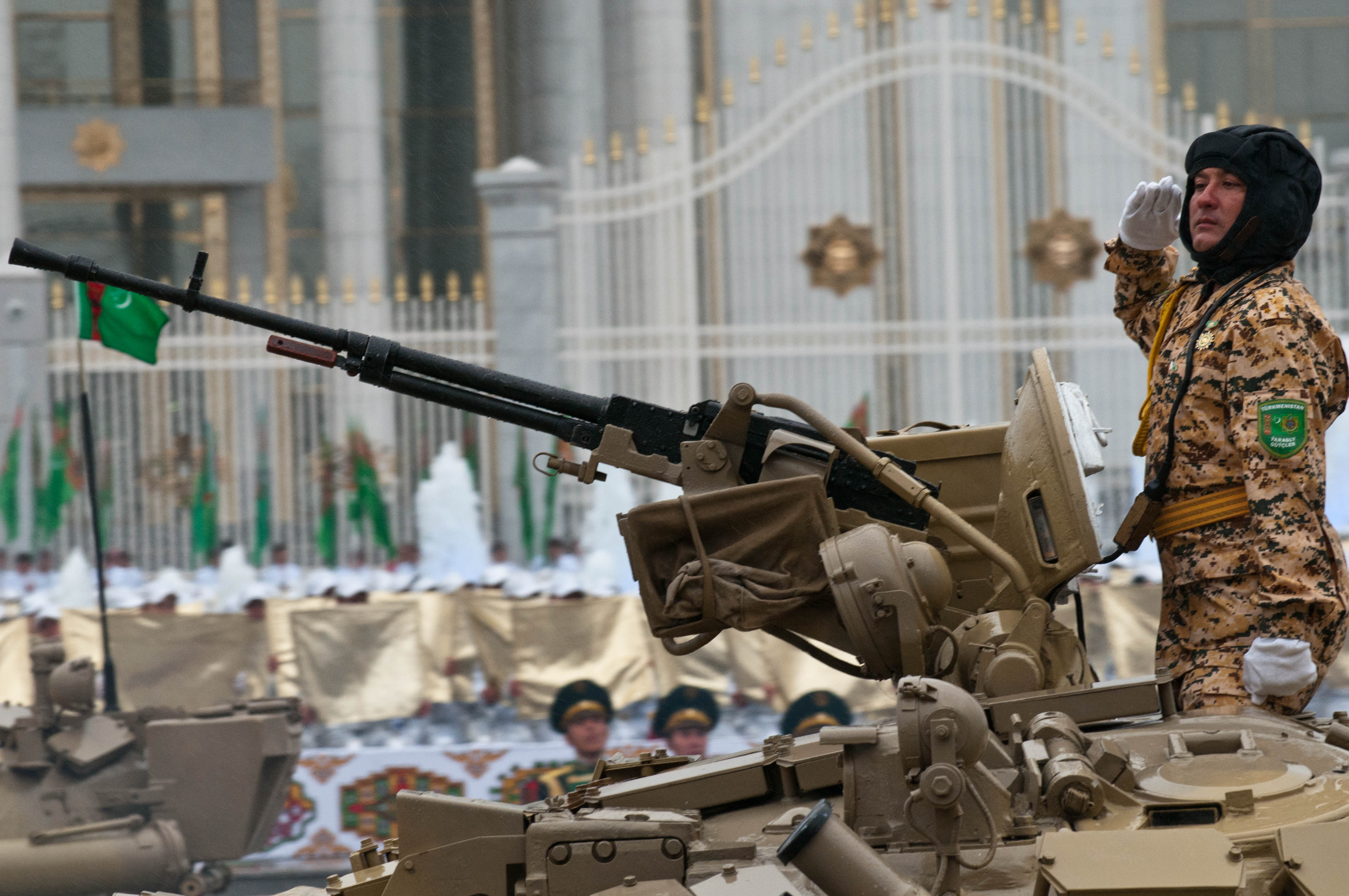
НСВ на T-72УМГ на параде в честь дня празднования двадцатилетия независимости Туркменистана.

Танковый вариант пулемёта был снабжён электроспуском, на этом все отличия заканчиваются. Электроспуск представлял собой примитивную катушку со стержнем, собранные в герметичном пыле- и влагозащищённом корпусе. Прикреплялся к тыльной части ствольной коробки, при подаче тока стержень выдвигался и давил на стержень спускового механизма.

### Пехотные

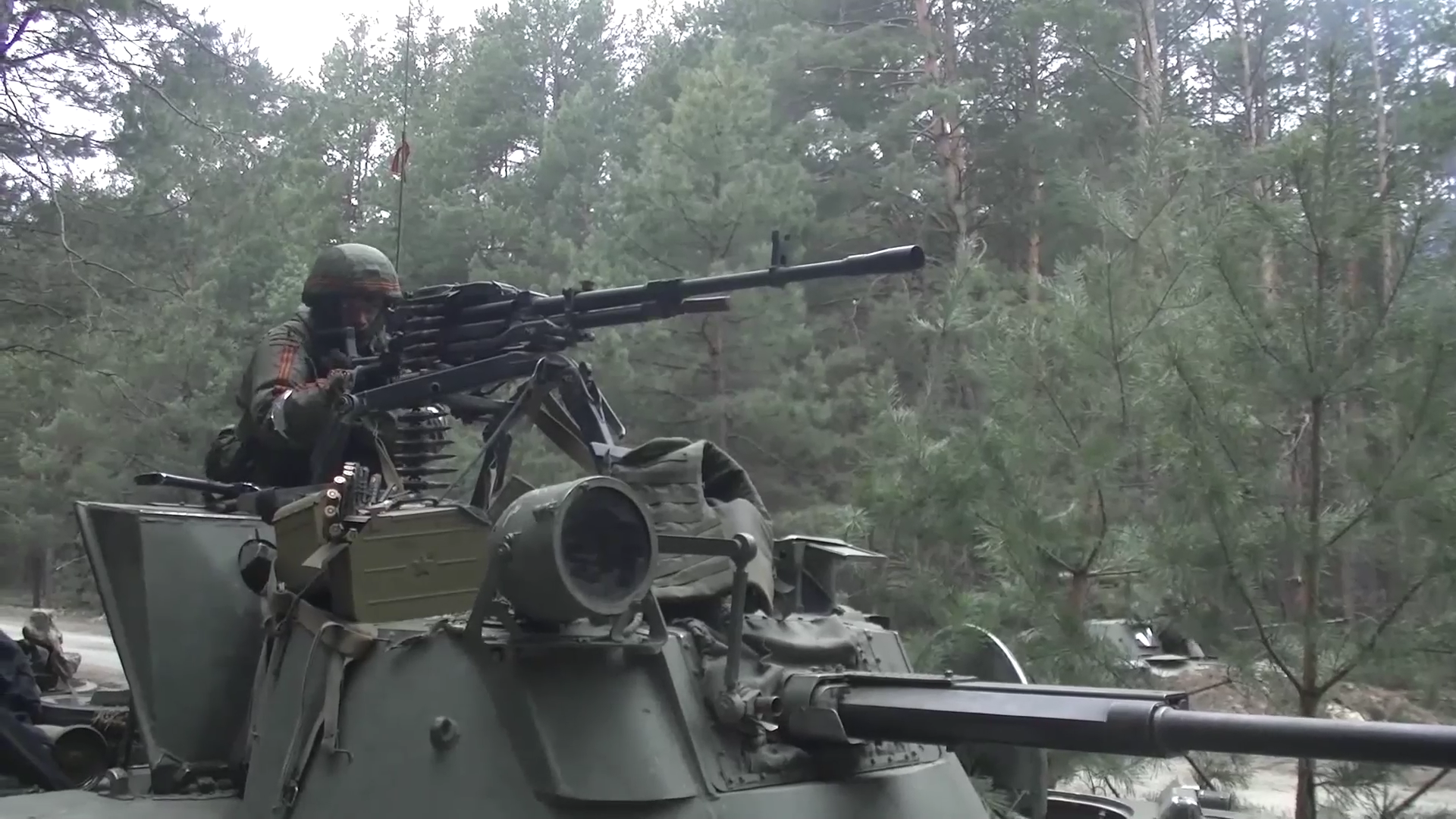
Пулемёт установлен на башню БМД-2 ВС РФ для усиления огневых возможностей блокпоста. Киевская обл. Украины, 2022 г.

В качестве пехотного пулемёт НСВ использовался на нескольких типах установок. Наиболее удачным был станок Степанова-Барышева 6Т7, пулемёт на станке назывался НСВС-12,7 (индекс ГРАУ — 6П16), весил 41 кг, основным прицелом являлся при этом оптический СПП производства Новосибирского приборостроительного завода. Существовал и ряд ночных прицелов. Производство станка и комплектование НСВС производилось на заводе в Вятских Полянах. Чтобы погасить энергию выстрела, массы пулемёта не хватало, поэтому станок 6Т7 был снабжён оригинальным амортизатором, установленным на сошниковой передней лопате, вкапываемой в грунт. При этом к массе пулемёта добавлялась масса всего станка. Откат этой конструкции был довольно ощутимым, что потребовало установить амортизатор и в прикладе, установленный на пулемёте прицел «ездил» вместе с ним, так что стрелок непроизвольно жмурился при стрельбе. Стрельба официально предусмотрена была только из положения лёжа, часто в войсках устанавливали пулемёт для стрельбы с колена, при этом он отчаянно «козлил», так как амортизатор размещался в таком положении вертикально, ни о какой точности стрельбы говорить уже не приходилось. Сектор стрельбы на 6Т7 был крайне ограничен, зенитная стрельба была невозможна.

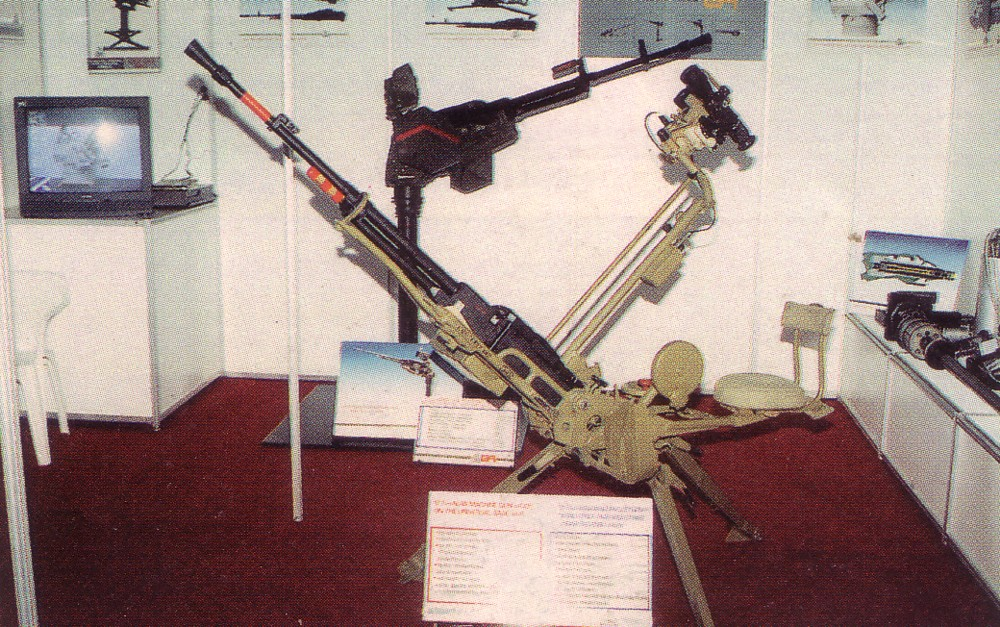
НСВ на установке 6У6.

Одно из основных достоинств НСВ — его универсальность, то есть возможность его использования и по наземным, и по воздушным целям. Универсальность пытались использовать, но установки при этом получались слишком громоздкими, тяжёлыми (одна из них — 6У6 весила в четыре раза больше самого пулемёта), популярностью в войсках не пользовались.
Уже в годы независимости Казахстана на заводе в Уральске спроектировали и изготовили несколько сотен станков, являвшихся попыткой реализовать «универсальность» пулемёта. За основу взяли конструкции танковых установок, когда пулемёт при стрельбе движется по направляющим своеобразной «постели». Тренога и «постель» представляли собой раздельные конструкции с быстросъёмным соединением, прицел устанавливался на «постели», тренога позволяла установку для стрельбы лёжа и с колена. Отсутствовали приспособления для фиксации наводки. В целом, несмотря на сырость конструкции, точность стрельбы не пострадала, стрелок не жмурил глаз, что позволяло непрерывно следить за результатами стрельбы, воздействие отдачи на плечо было гораздо ниже, чем при стрельбе с 6Т7, заводские стрелки демонстрировали на полигонах Министерства Обороны Казахстана хорошую точность, быстрый перенос стрельбы как по фронту, так и по глубине. Пулемёт на станке получил название НСВП-12,7. МО РК официально приняло его на вооружение и закупило около сотни штук.
В это же время в России решили отказаться от закупки пулемётов за границей, пусть даже и в дружественном Казахстане. В то же время начинать производство с первоначальных «сырых» чертежей не стали, на Заводе имени Дегтярёва фактически спроектировали новый пулемёт, получивший имя «Корд». Сохранив неизменными посадочные размеры и баллистику для взаимозаменяемости с имеющимися установками и станками, ковровчане кардинально изменили схему запирания ствола.
WKM-BmПольский вариант НСВ под патрон 12,7 × 99 мм НАТО, производится Тарнувским механическим заводом. Может устанавливаться на дистанционно управляемых боевых модулях, военной технике, различных треногах и тумбовых установках. Применены специальные технологии для защиты от высокой влажности и воздействия морской воды.

### «Утёс-М»

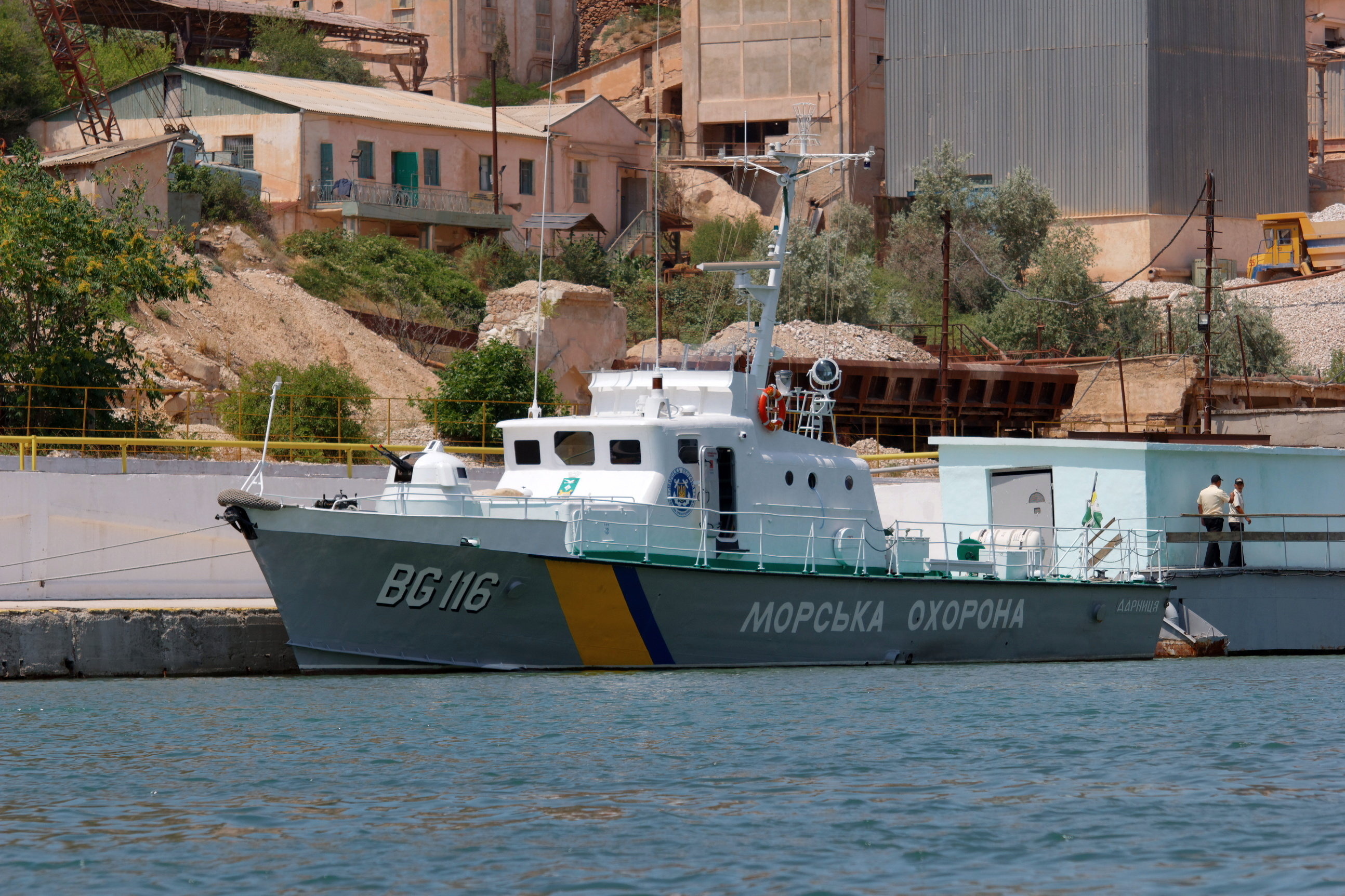
Турельно-башенная пулемётная установка «Утёс-М» на катере морской охраны «Дарниця» (BG116) проекта 1400М из состава Госпогранслужбы Украины (2012 г.).

«Утёс-М» (заводской индекс ТКБ-095) — корабельная турельно-башенная пулемётная установка, оснащённая спаренными пулемётами НСВ-12,7.
Тактико-техническое задание на проектирование спаренной 12,7-мм корабельной установки «Утёс-M» было утверждено заместителем Главкома ВМФ СССР 23 января 1970 года (за два года до принятия на вооружение армейского пулемёта НСВ-12,7). После разработки, серии испытаний и нескольких доработок, установка «Утёс-M» была принята на вооружение приказом Главкома ВМФ СССР от 13 декабря 1976 года, но её серийное производство началось уже в 1975 году.
Установка «Утёс-M» оснащена двумя серийными пулемётами НСВ-12,7 (6П11), горизонтально расположенными на общей качающейся части, и имеет только ручные приводы наведения. Управление установкой выполняет один стрелок-наводчик, располагающийся в подбашенном отделении. Для устранения загазованности подбашенного отделения при стрельбе осуществляется его общая приточно-вытяжная вентиляция с помощью вентиляторов производительностью по 1000 м3/ч. Для защиты от пулевого и осколочного поражения установка закрыта броневым колпаком. Для улучшения обзора наводчика броневой колпак имеет боковые окна из прозрачного пуленепробиваемого материала. В качестве прицела используется прицельное визирное устройство ПЗУ-6, позволяющее вести огонь по наземным (надводным) и воздушным целям, движущимся со скоростью до 300 м/с. Боекомплект установки — 1000 выстрелов (10 коробчатых магазинов ёмкостью по 100 патронов в лентах). После каждых 100 выстрелов требуется охлаждение стволов, которое естественным путём длится 30—35 мин, а с искусственным охлаждением (пропусканием воды через каналы стволов) — около 1,5 мин. Отстрел полного боекомплекта (1000 выстрелов) с применением искусственного охлаждения происходит примерно за 15 мин (перезарядка — замена коробчатых магазинов — занимает до 1 мин для каждого пулемёта).
| Тактико-технические характеристики «Утёс-M»                  | Тактико-технические характеристики «Утёс-M» |
| ------------------------------------------------------------ | ------------------------------------------- |
| Калибр, мм                                                   | 12,7                                        |
| Число стволов                                                | 2                                           |
| Длина ствола пулемёта, мм                                    | 1000                                        |
| Длина пулемёта, мм                                           | 1520                                        |
| Угол ВН, град                                                | −10…+85                                     |
| Угол ГН, град                                                | 360                                         |
| Скорость ВН, град/с                                          | 16 (фактически)                             |
| Скорость ГН, град/с                                          | 25 (фактически)                             |
| Радиус обметания по пламегасителям, мм                       | 1410                                        |
| Высота линии огня, мм                                        | 406                                         |
| Высота установки (полная), мм                                | 1990                                        |
| Высота подбашенного отделения до уравнительного кольца, мм   | 1014                                        |
| Высота башни от уравнительного кольца до колпака прицела, мм | 976                                         |
| Диаметр башни наружный, мм                                   | 1380                                        |
| Диаметр подбашенного помещения, мм                           | 1460                                        |
| Масса одного пулемёта, кг                                    | 25                                          |
| Масса установки без боеприпасов и ЗИП, кг                    | 630                                         |
| Темп стрельбы одного ствола, выстр./мин                      | 700—800                                     |
| Расчёт, чел.                                                 | 1                                           |
| Прицельная дальность стрельбы по воздушным целям, м          | 1500                                        |
| Прицельная дальность стрельбы по наземным целям, м           | 2000                                        |

## Боевое применение
Первое боевое применение НСВ осуществилось в Афганистане. Первое время с обеих сторон участие в боевых действиях принимали только модификации ДШК (моджахеды использовали ДШК китайского производства). Но во второй половине 1980-х в войсках появился и НСВ. Его быстро оценили, главной его особенностью была возможность вести прицельный огонь по противнику, не подпуская его на расстояние эффективной стрельбы из автомата. Имеются фотографии блокпостов, где станок 6Т7 нагружен камнями и мешками с песком для повышения устойчивости. Комплектование каждого пулемёта оптическим прицелом, а в варианте ночного — и ночным прицелом, делало расчёт НСВС главными «глазами» блокпоста.
Пулемёт оказывает сильнейшее акустическое воздействие на расчёт, поэтому стрелки были обязаны сменяться после интенсивной стрельбы.
Не менее «любимым» НСВ был и в обе чеченские кампании. Существовало множество курьёзных на первый взгляд «модификаций» танкового «Утёса», который добыть было проще, для применения в качестве пехотного.
Военнослужащие алжирской армии отмечали, что «Утёс» безотказно работает при температуре +50 °C, в песке и в грязи. Военные Малайзии успешно применяли пулемёт во время тропического ливня.

## Производство
- Казахстан: Выпускался заводом «Металлист», на данный момент выпускается АО «ЗКМК»;[9][10]
- Польша: производится Тарнувским механическим заводом[9] под индексами NSW и WKM-Bm (вариант под патрон 12,7 × 99 мм НАТО)[3][4];
- Сербия: производится фирмой «Застава Оружие» под индексами Застава M02 «Којот» (НСВС)[11], Застава М87 (НСВТ)[9][12], M07 (турельный)[13], M87 «Бродски» (вариант НСВТ для морских судов)[14];
- Украина: с 2001 года на НТК «Завод точной механики» выпускается танковый пулемёт НСВТ (под наименованием КТ-12,7[9][15][16], он начал поступать в войска с 2005 года[17]) и станковый пулемёт КМ-12,7. 12 февраля 2018 года киевская компания ООО НПК «Техимпекс» зарегистрировала патент на конструкцию пулемёта (под наименованием «кулемет НСВ-Т 12,7»[18]

## Изображения

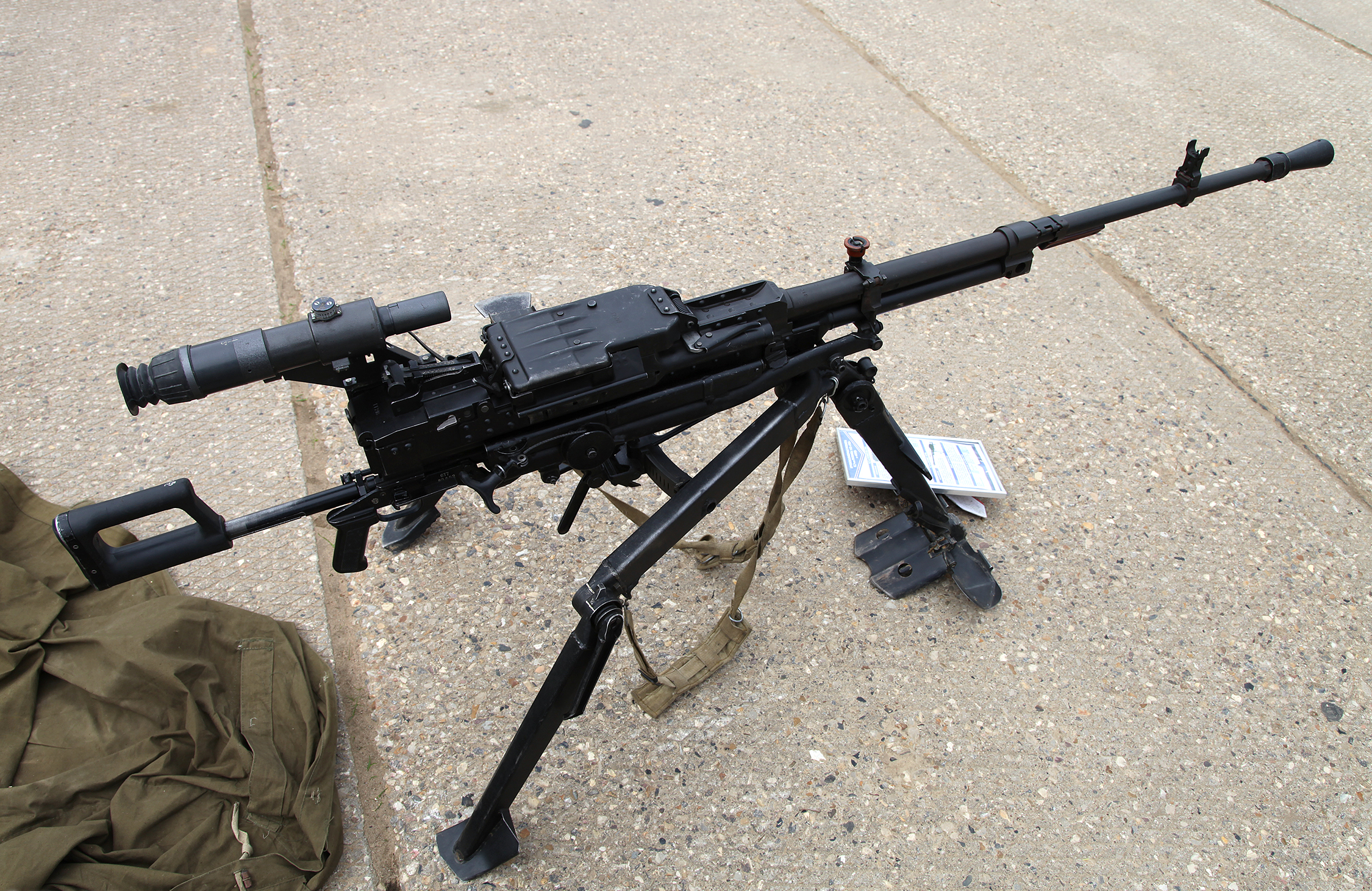
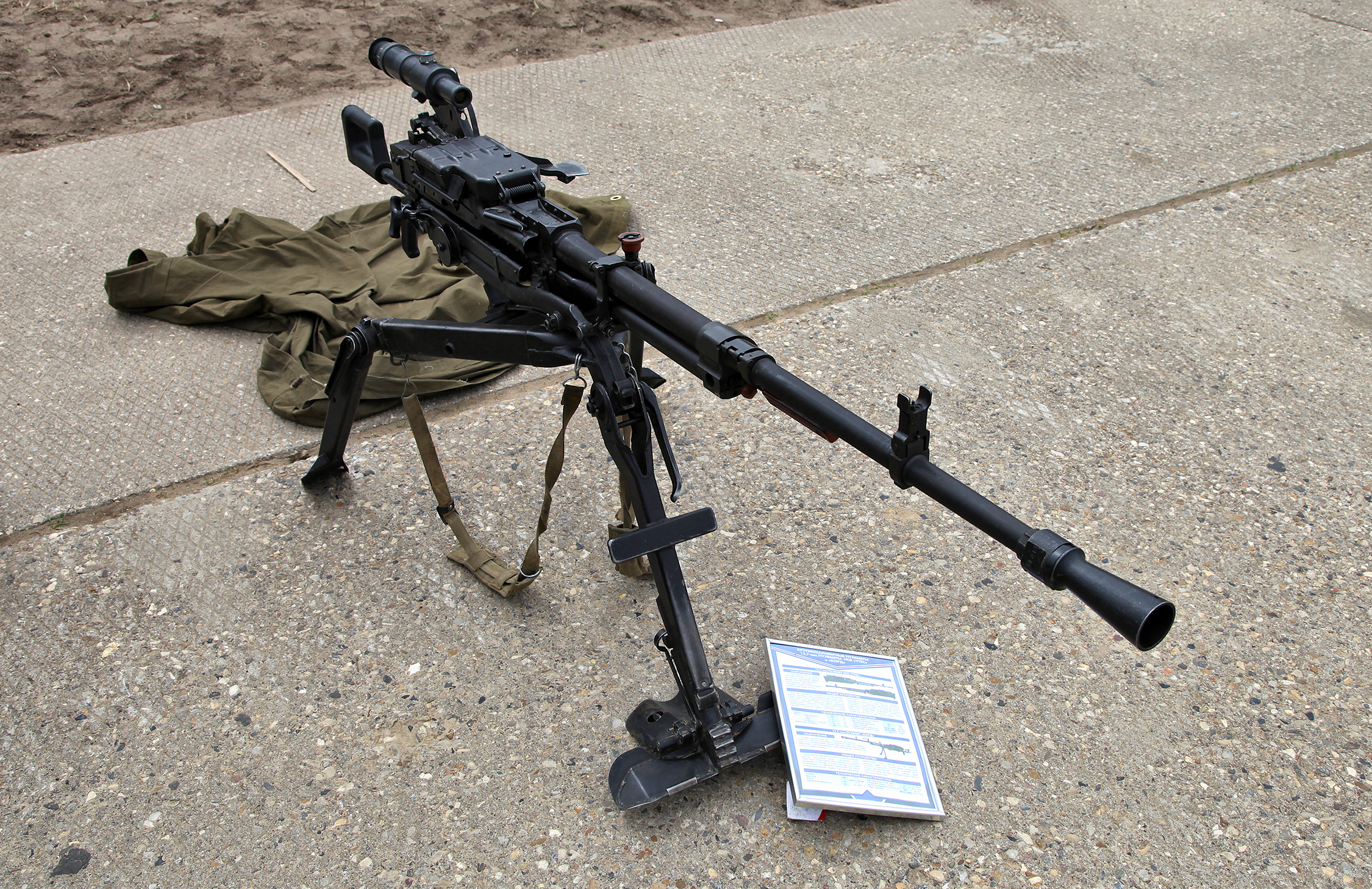
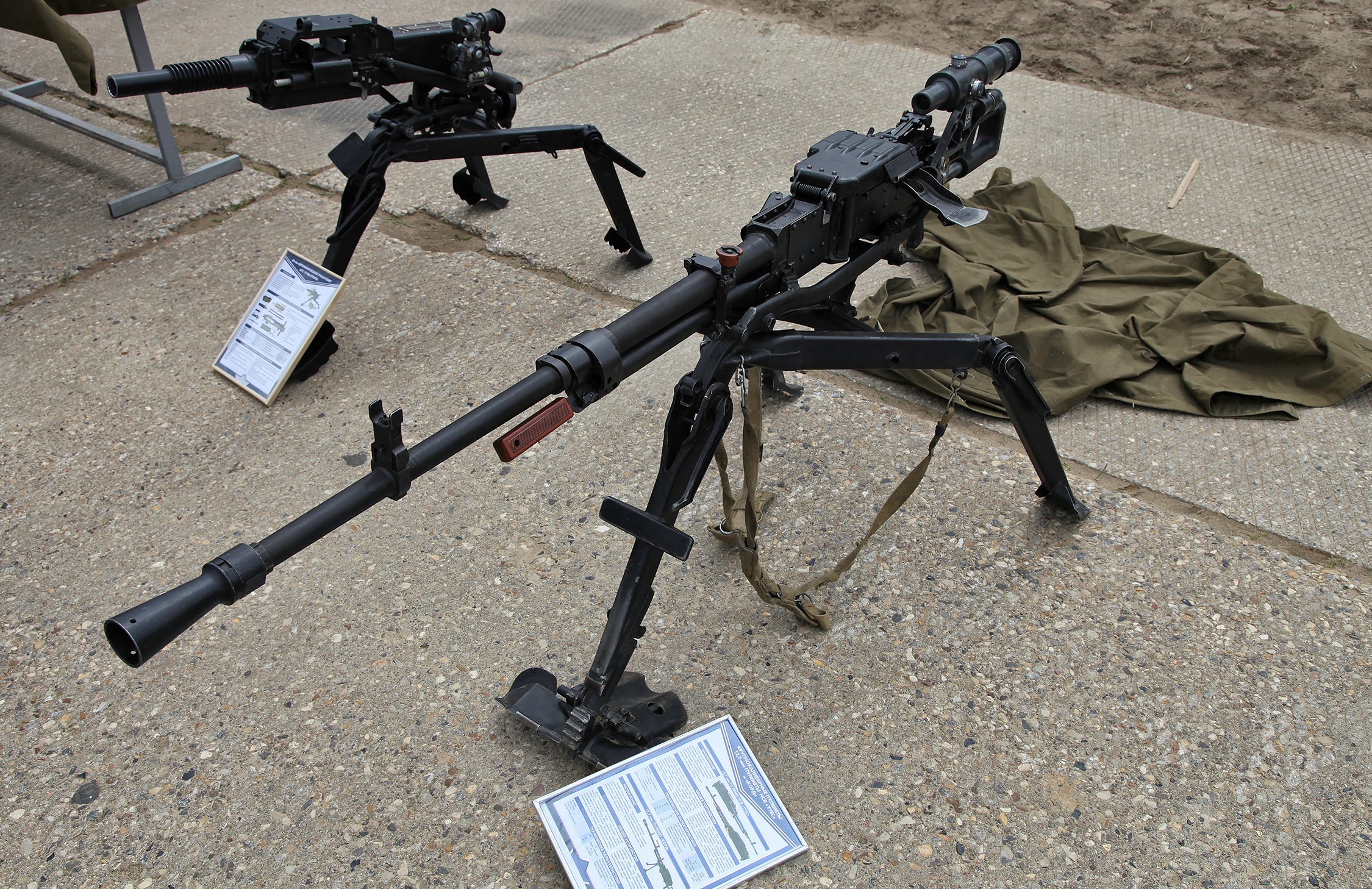
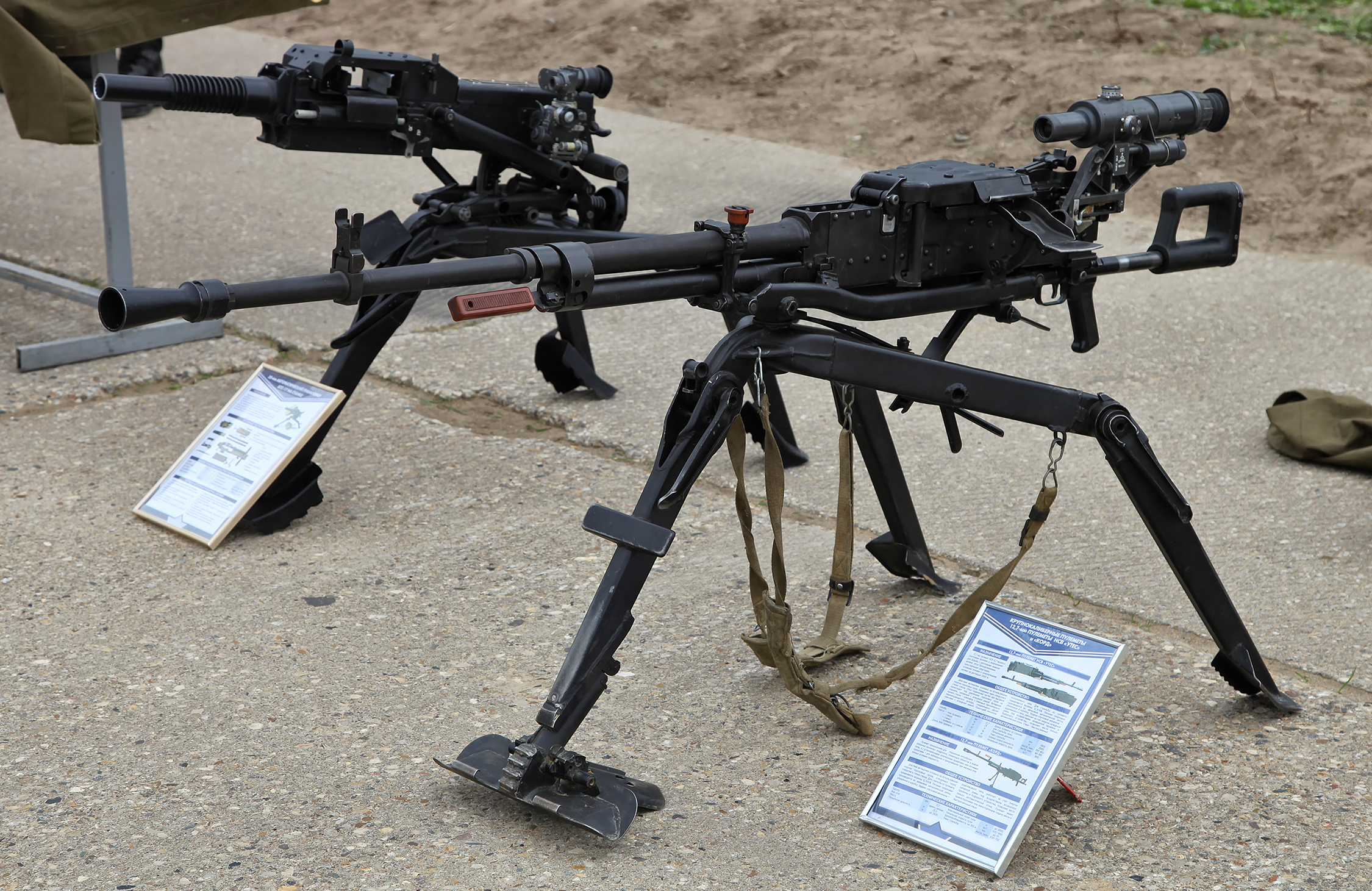
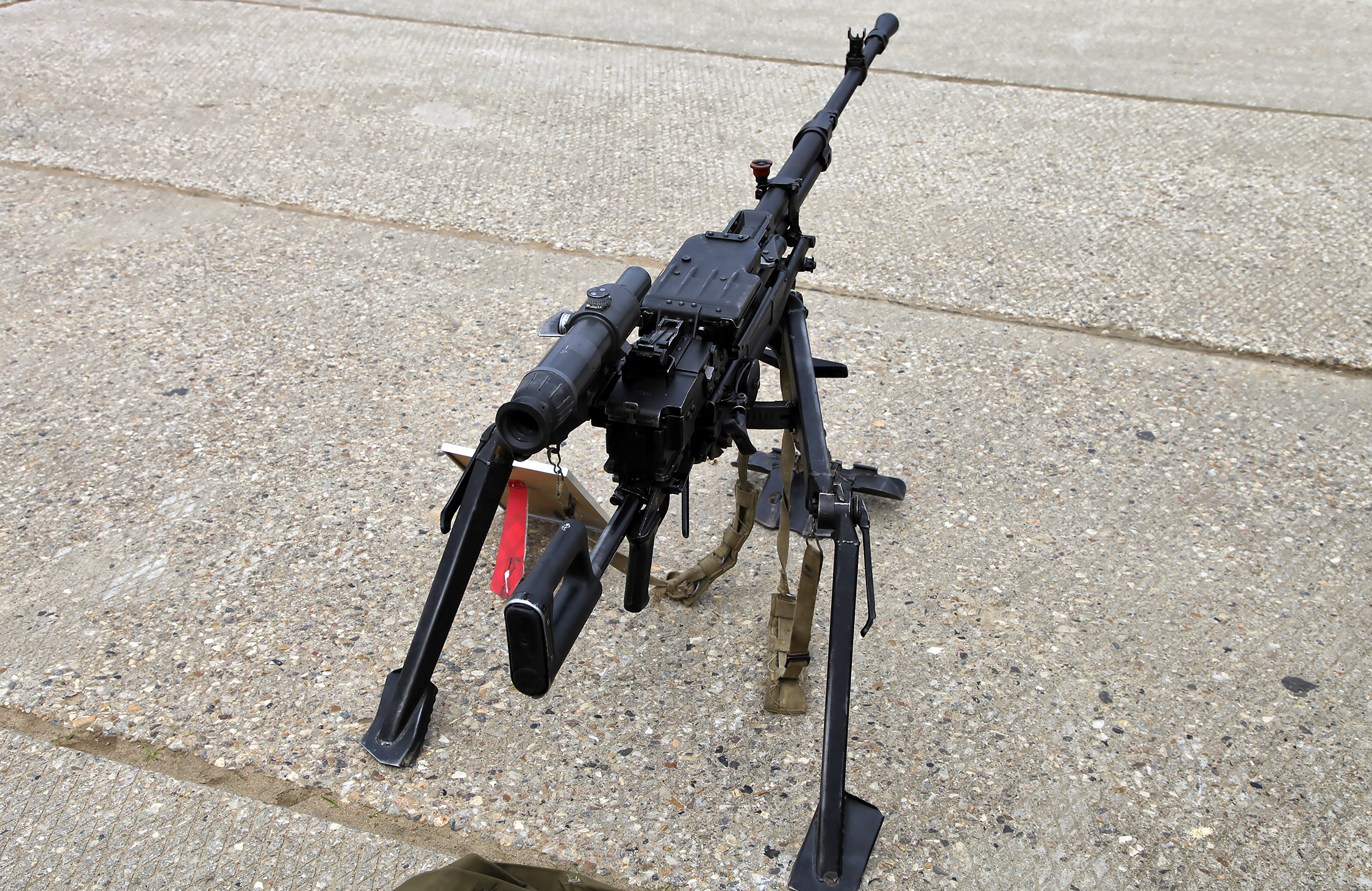
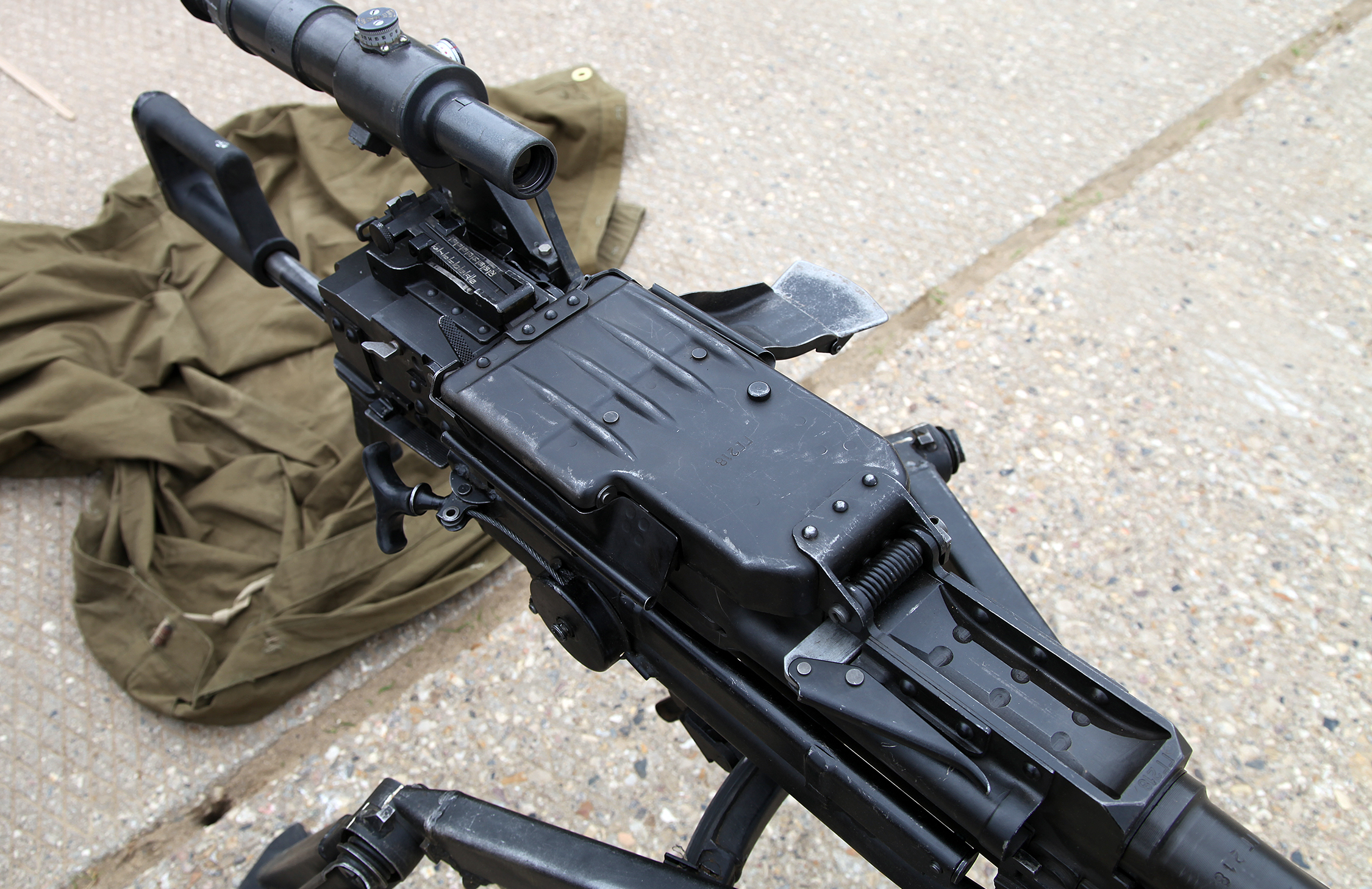
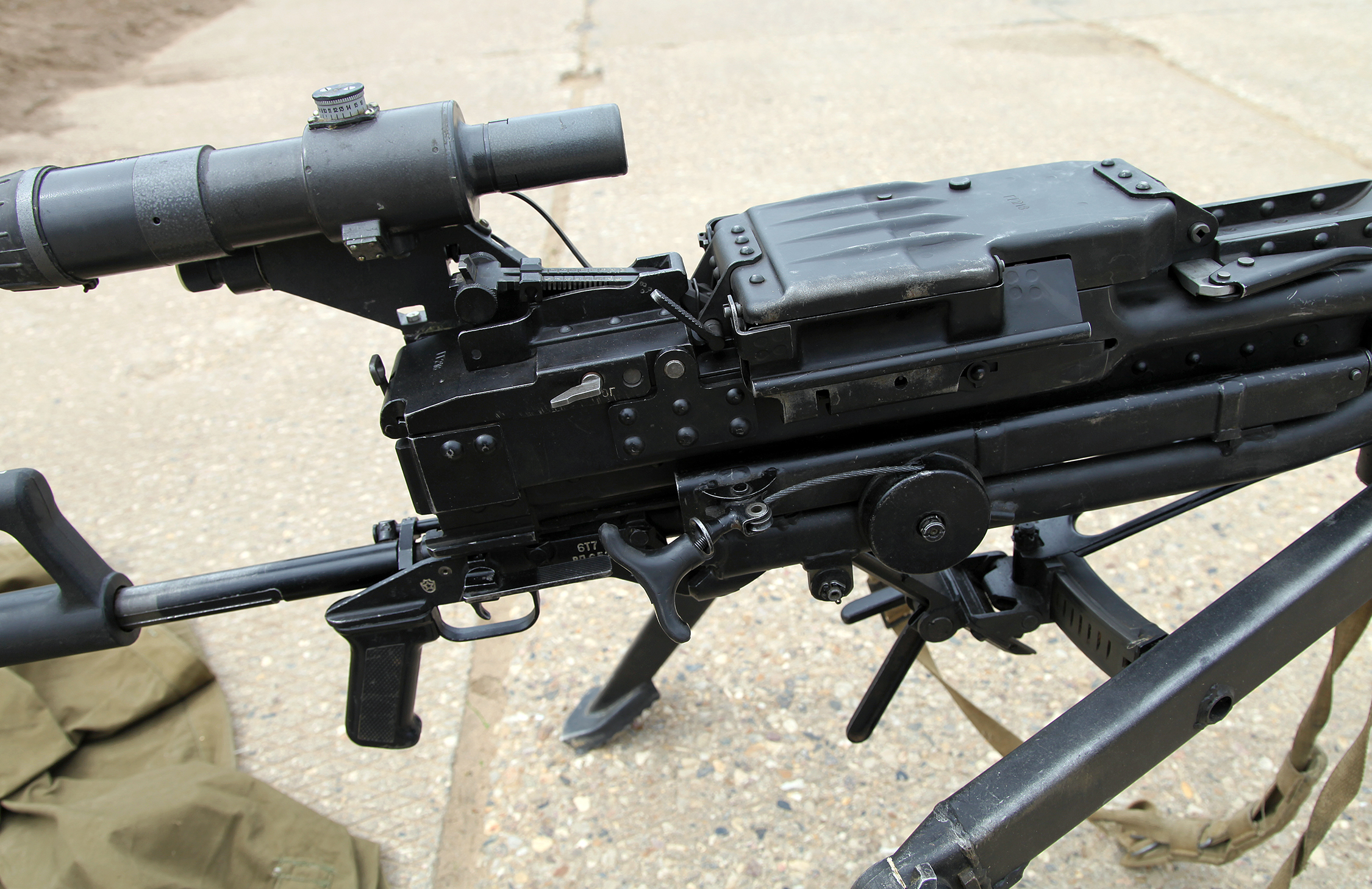
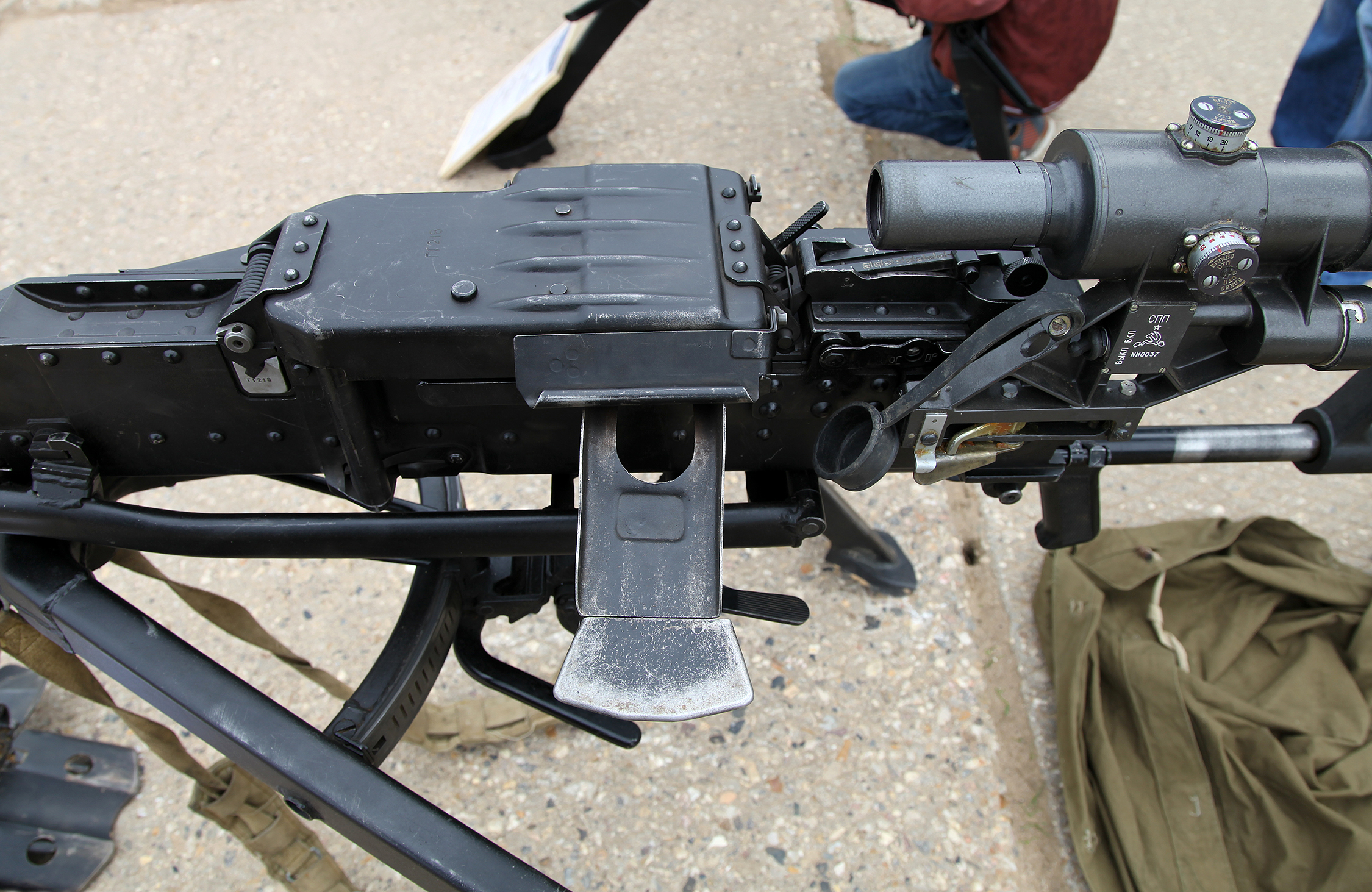
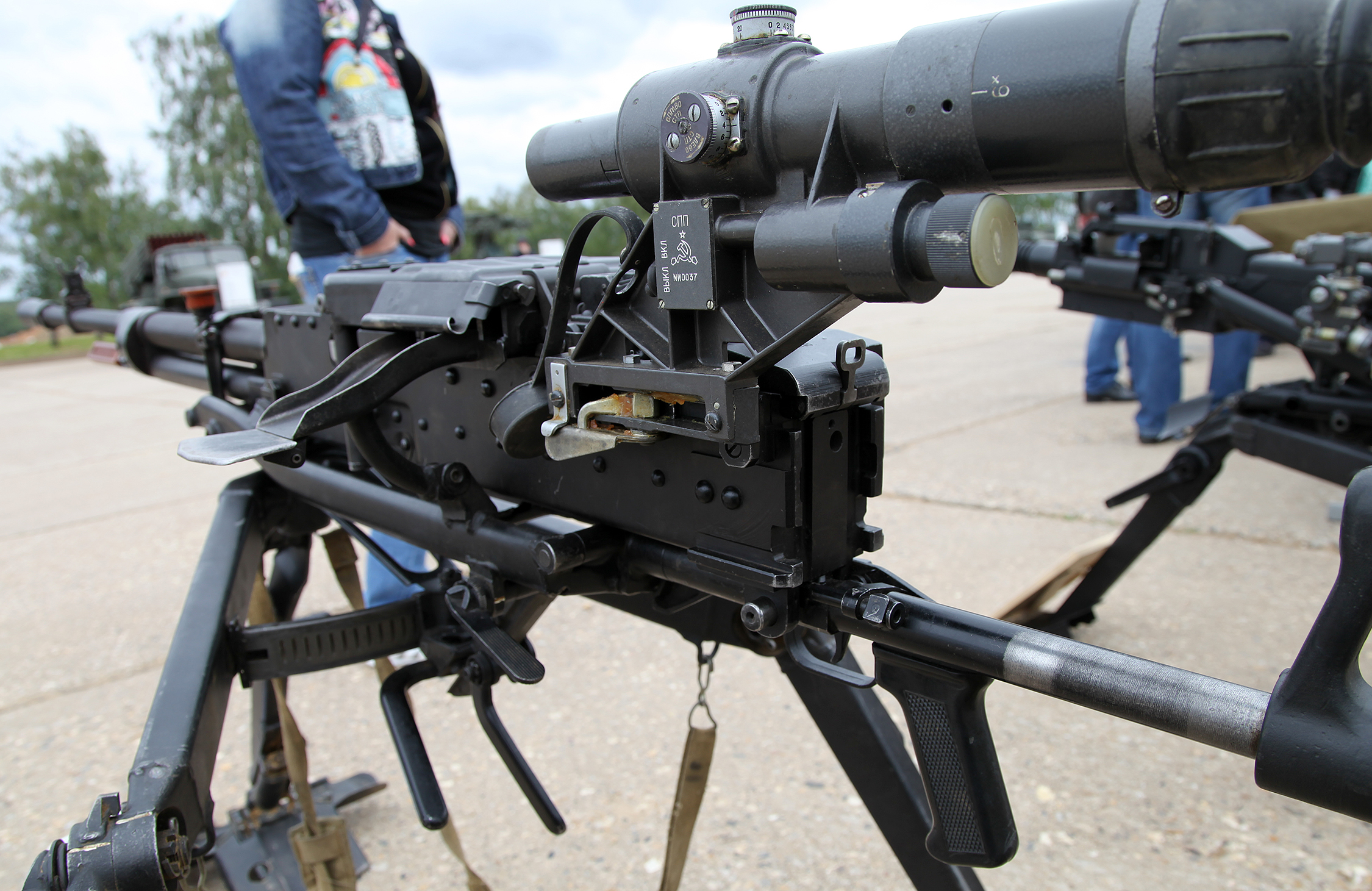
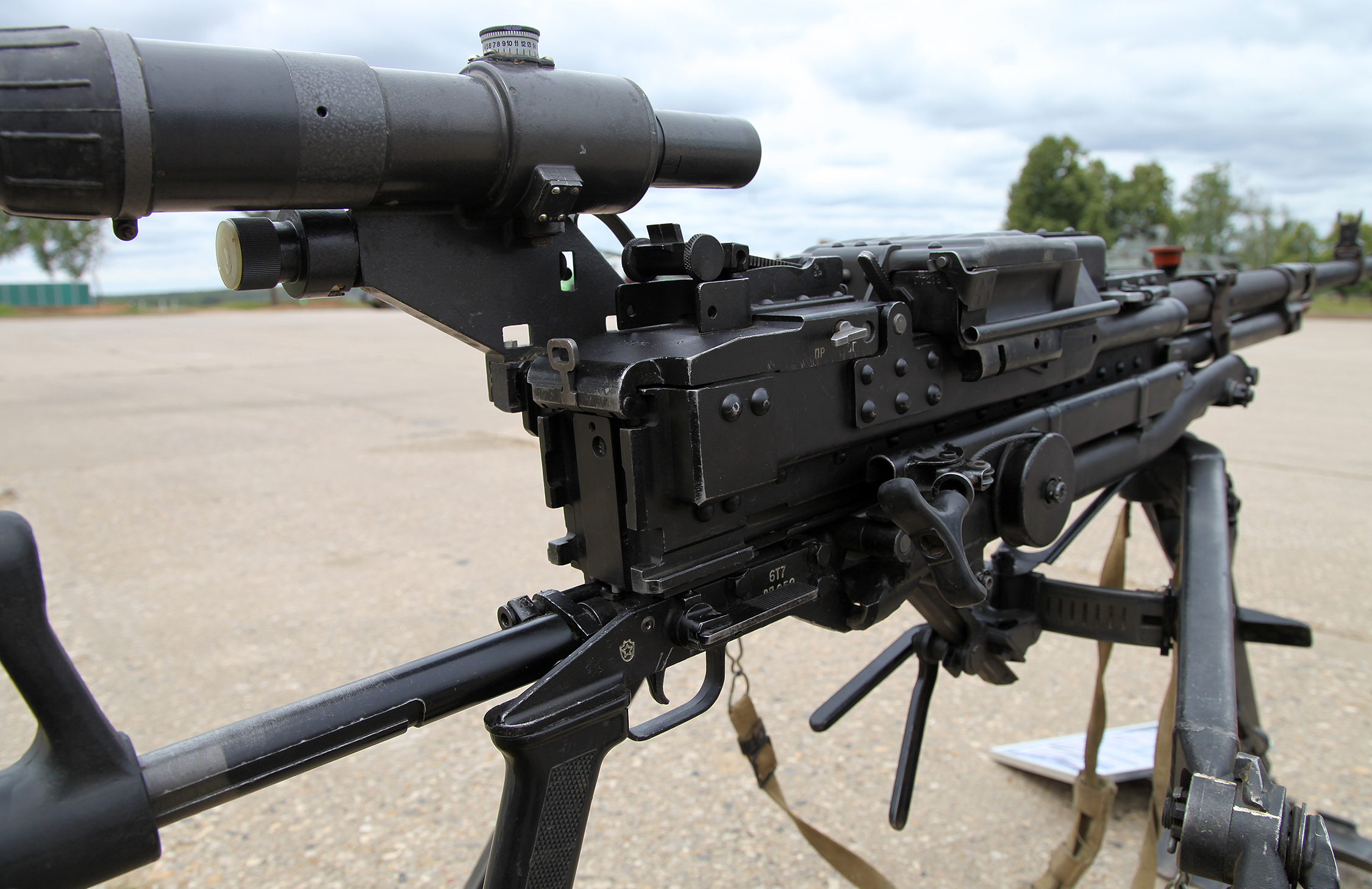

## На вооружении

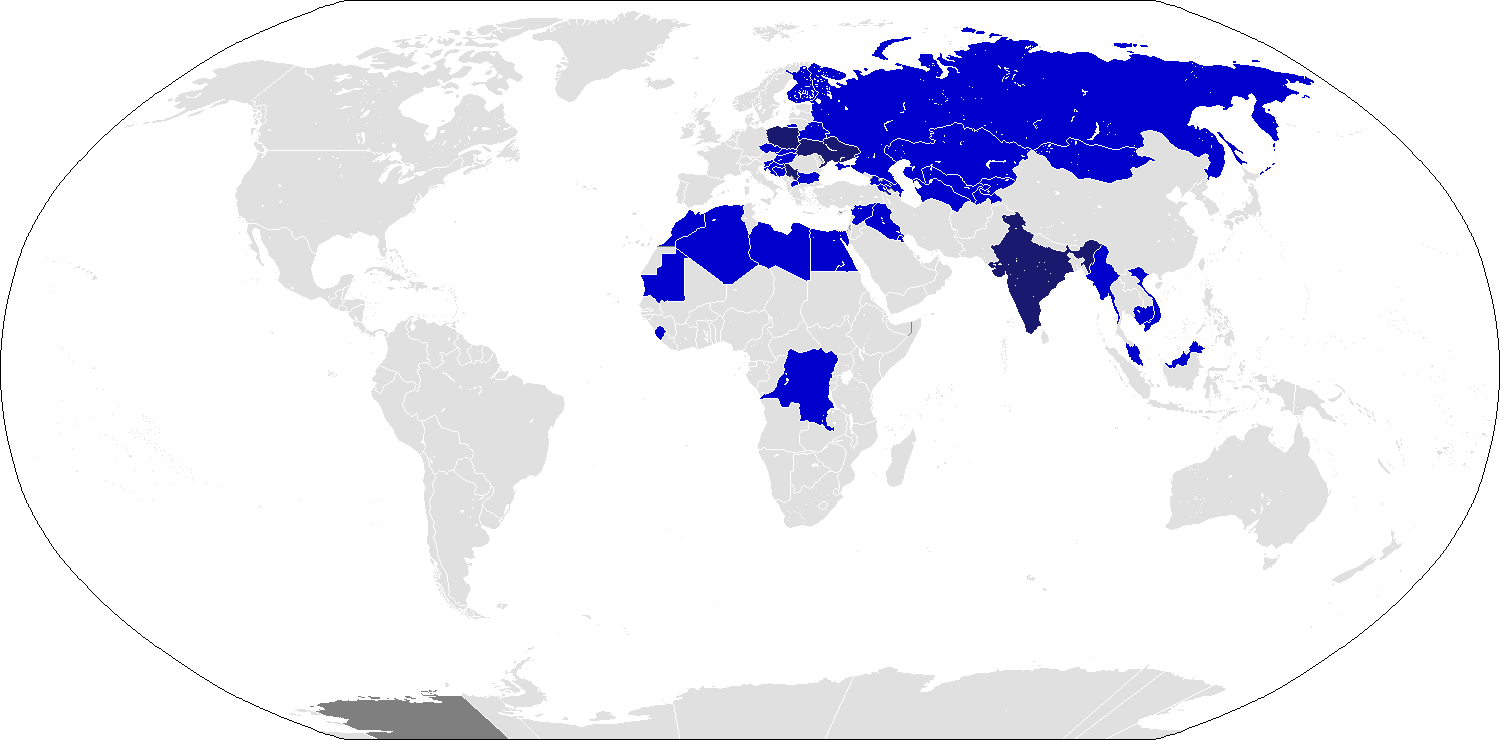
Распространение НСВ в мире.

| - Алжир - Ангола - Армения - Азербайджан - Беларусь - Босния и Герцеговина - Болгария - Камбоджа - Хорватия - Чехия | - Египет - Финляндия: - ДРК - Грузия - Венгрия - Индия - Ирак - Казахстан - Кыргызстан - Кувейт | - Ливия - Мавритания - Северная Македония - Малайзия - Марокко - Монголия - Мьянма - КНДР - Польша - Россия | - Сербия - Словакия - ЮАР - Сирия - Таджикистан - Туркменистан - Украина - Узбекистан - Вьетнам |